# Culture de Limbourg
Objets typiques
microlithes trapézoïdaux

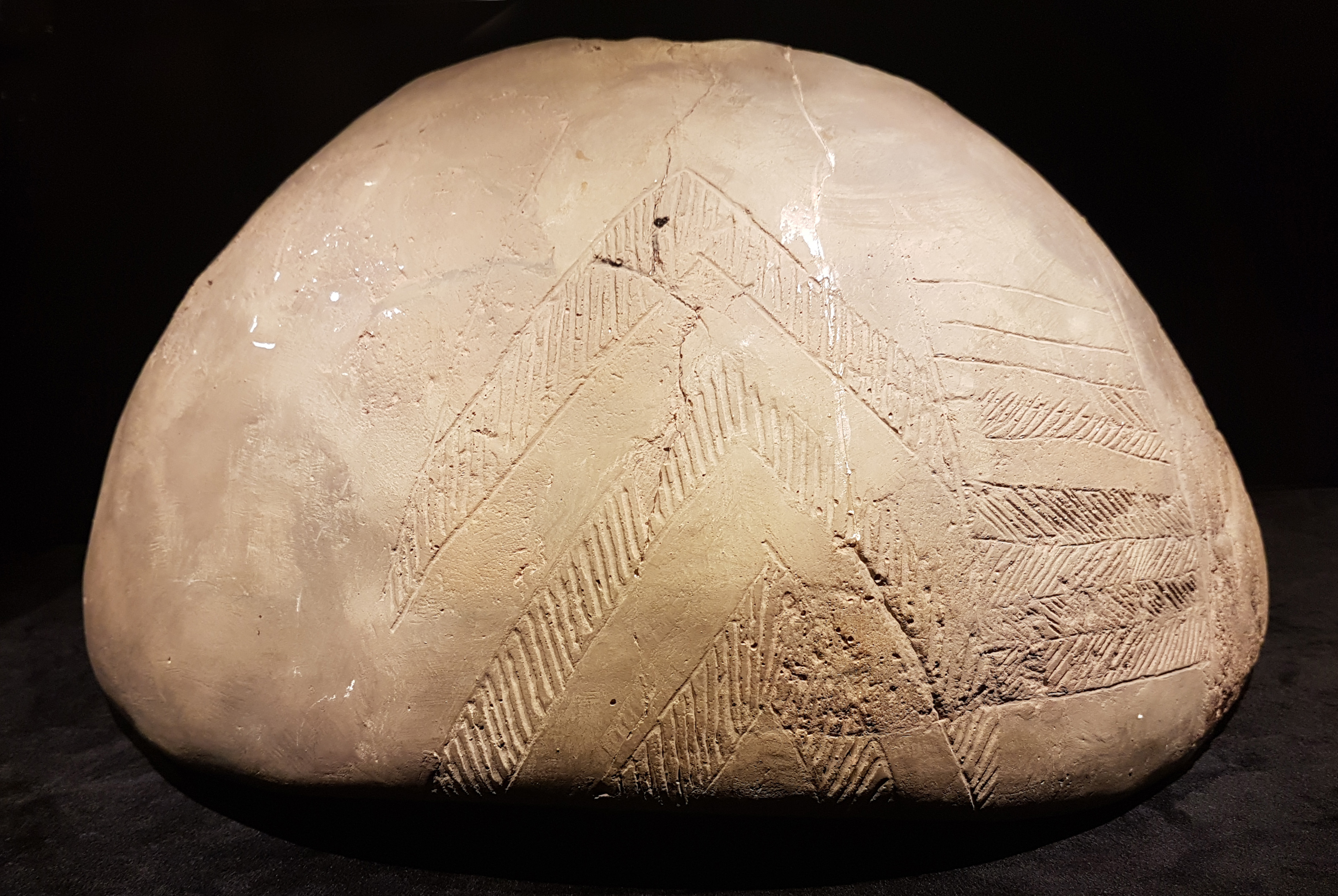
Vase de la culture de Limbourg, retrouvé à Kessel-Eik.

La culture mésolithique de Limbourg (RMS-Mesolithikum, en allemand) s'est épanouie de 7 400 à 5 500 ans av. J.-C. en Belgique, aux Pays-Bas, en Rhénanie et dans une partie de la Westphalie. Mais la découverte ailleurs de microlithes indistincts de ceux de ces régions laisse présumer son extension à une étendue plus vaste (environ 150 000 km2), allant du nord de la Seine aux lagunes d'IJsselmeer, et de la Manche au bassin Rhin-Moselle et jusqu'à la dépression de Westphalie. Les vestiges témoignent d'un bouleversement de la culture matérielle au milieu du VIIIe millénaire av. J.-C. : apparition de pointes de flèche en silex retouchées, de pointes de formes variées et de bifaces retaillés sur les faces, sont des caractéristiques de la culture de Limbourg. Les raisons de cette évolution sont encore inconnues, mais elle marque une plus grande exigence fonctionnelle.

## Présentation
Une population de chasseurs-cueilleurs, dont les foyers présentent les structures traditionnelles, a vécu jusqu'à la fin du Mésolithique dans les plaines et basses-montagnes d'Europe de l'Ouest. Les outils sont principalement taillés dans la quartzite belge de Wommersom. Les proies chassées sont essentiellement les grands mammifères de la région : aurochs, cerfs, chevreuils et sangliers. Les bijoux témoignent d'un travail de l'os et de la corne, avec des ornements de coquillages percés et de dents. Les habitations étaient creusées par endroits de fossés. Ces peuples pratiquaient l'inhumation comme la crémation et plaçaient des offrandes dans leurs sépultures, ce qui reflète une pensée religieuse.

## Extension géographique
Sur 324 sites reconnus (en 2001), 47 (14 %) se trouvent en Allemagne occidentale. L'expansion de cette industrie lithique semble avoir suivi la vallée de la Meuse, et c'est de là qu'un embranchement aurait gagné la Rhénanie.

## Industrie lithique
En Rhénanie-du-Nord-Westphalie comme dans tout l'espace de cette culture, on peut distinguer nettement les vestiges du mésolithique ancien RMS-A (par exemple à Grefrath Auf dem Bend I, Haltern II Stolberg-Brockenberg et Teveren 115), et du mésolithique final RMS-B (par exemple à Erkelenz 2, Gocher Berg, Goch-Kessel, Haltern I, Korschenbroich Ueddinger Broich et Lüxheim).
Au mésolithique final, la culture de Limbourg emboîta le pas aux autres cultures d'Europe vers l'usinage de lames plus régulières et de microlithes trapézoïdaux. En l'espace de deux à trois siècles, les microlithes trapézoïdaux évincèrent les pointes, segments et bifaces triangulaires. Au contraire, les pointes de flèches lancéolées retaillées en surface et les racloirs triangulaires ont été conservés, ce qui montre leur rôle central dans la culture de Limbourg.
Vers le milieu du VIe millénaire, le Limbourg vit apparaître les « pointes danubiennes », pointes de flèche asymétriques qui caractériseront la Culture rubanée quelques siècles plus tard. Ces artefacts, radiodatés du dernier quart de ce millénaire, et les vestiges de pointes de flèche lancéolées dans des tombes de la céramique rubanée, témoignent de sa persistance jusqu'au rubané récent.

## Vers le Néolithique
Vers 5 500 ans av. J.-C. la région rhénane se trouva touchée par l'expansion de la pierre polie. Non sans conséquence, puisque vers 5 300 ans av. J.-C. les peuples de la région se mirent à produire leur propre céramique dite Limburger Ware : on désigne  cette industrie comme le « groupe de Limbourg. » Le processus est attesté par le mélange, sur les chantiers de fouille belges, de microlithes retouchés en surface et de céramique de Limbourg, et par la coïncidence des aires de répartition du mésolithique de Limbourg et de la céramique de Limbourg. Les sites de Cologne-Lindenthal, Langweiler 8, Laurenzberg 7, Bochum-Hiltrop et Xanten montrent que ces progrès ont gagné la Rhénanie et une partie de la Westphalie. 
On ne sait rien des conditions de vie de la population du Limbourg aux derniers siècles du VIe millénaire, mais il y a des traces de coexistence entre agriculteurs et chasseurs-cueilleurs.